# Récifs d’Entrecasteaux

Karte von Neukaledonien

Die Récifs d’Entrecasteaux sind unbewohnte Korallenriffe im Naturpark Korallenmeer im französischen Überseegebiet Neukaledonien. Sie wurden am 1. Juli 1792 von Antoine Bruny d’Entrecasteaux entdeckt und stehen seit 2008 auf der Liste des Weltnaturerbes der UNESCO.

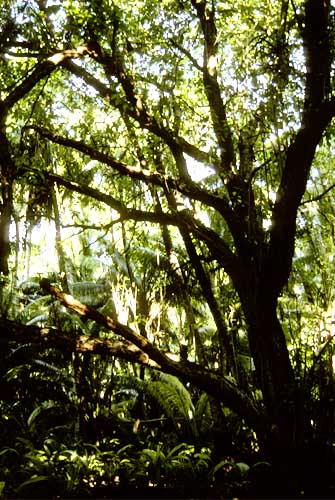
Ein Wald mit 6–8 m hohen Pisonia grandis wächst auf der Île Surprise

## Geographie
Die Korallenriffe liegen 223 km nordwestlich der Hauptinsel Grande Terre und 140 km nördlich der Belep-Inseln, von denen sie durch die Grand Passage getrennt sind. Sie umfassen eine Fläche von 3240 km² und weisen zwei große Atolle – im Norden um die Île Huon (130 ha) und im Süden um die Île Surprise (60 ha) mit den weiteren Inseln Île Fabre und Île Le Leizour – sowie drei kleine Atolle auf. Die Île Surprise, Île Fabre und Île Le Leizour sind Naturreservate. Sie sind ein wichtiger Eierlegeplatz für die Grüne Meeresschildkröte. Die Anzahl der Weibchen, die jährlich zur Reproduktion auf die Inseln kommen, wird auf durchschnittlich 47.000 geschätzt. Sie schwimmen von der Nordostküste Australiens (30 Tage) oder der Südküste der Grande Terre (20 Tage) bis zu den Atollen. Zusätzlich werden die Inseln von 13 Vogelarten zum Nisten genutzt, deren geschätzte Anzahl bei 30.000 liegt, darunter der Bindenfregattvogel, Rotschwanz-Tropikvogel, Maskentölpel, Eilseeschwalbe, Noddi, Bindenralle und Keilschwanz-Sturmtaucher. Die Bestände nehmen jedoch jährlich systematisch um 2–4 % aufgrund von Überfischung und Umweltverschmutzung (Plastikteile) ab. Zwischen 1883 und 1928 wurde der von Vögeln produzierte Guano abgebaut.